# ザリガニパイ

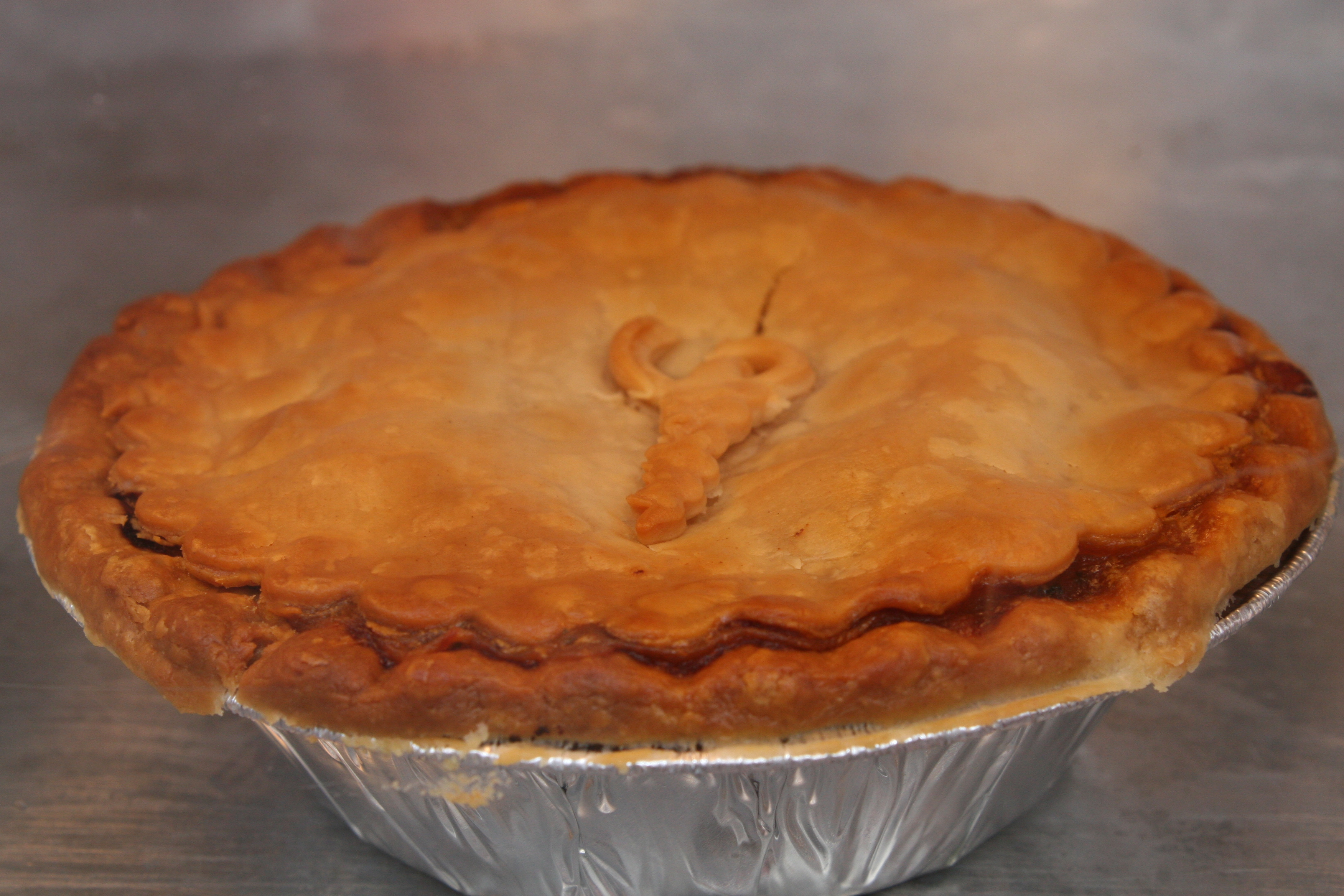
ザリガニパイの拡大写真

ザリガニパイ（Crawfish pie）は、アメリカ合衆国南部・ルイジアナ州におけるケイジャン料理やクレオール料理で一般的な、焼いたセイボリーパイの一種である。外観はポットパイに似ているものの、ザリガニが材料として入っている点に特徴がある。アメリカの音楽家、ハンク・ウィリアムスが制作した曲の一つ、「ジャンバラヤ」にも、ザリガニパイがジャンバラヤやガンボなどのケイジャン料理と並んで登場する。